# Morphium (Bulgakow)
Morphium (russisch Морфий, Morfi) ist eine Erzählung des sowjetischen Schriftstellers Michail Bulgakow, die 1927 in den Nummern 45 bis 47 der Moskauer Zeitschrift Медицинский работник (Medizinski rabotnik, deutsch ‚Mitarbeiter im Gesundheitswesen‘) erschien.
Im Winter auf das Jahr 1918 in einer russischen Kreisstadt: Der 27-jährige Dr. med. Wladimir Michailowitsch Bomhart erhält die Aufzeichnungen des zwei Jahre jüngeren Studienfreundes Dr. med. Sergej Poljakow; genauer dessen Krankengeschichte.

## Inhalt
Poljakow hatte kurz vor seinem Suizid einen brieflichen Hilferuf aus seiner Landarztpraxis im Dorf Gorelowo an Bomhart in die Kreisstadt gesandt.
13. Februar 1918: Bevor Bomhart zu Hilfe eilen kann, hat sich Poljakow mit seinem Browning erschossen. Bomhart hat Poljakows Krankengeschichte, die vom 20. Januar 1917 bis zum 13. Februar 1918 datiert ist, am 14. Februar 1918 gelesen und neun Jahre später publiziert:
3. Februar 1917: Poljakow wurde von seiner Lebensgefährtin, der Opernsängerin Amneris, betrogen und verlassen. Die Künstlerin ist auf Nimmerwiedersehen ins Ausland abgereist.
15. Februar: Poljakows Mitarbeiterin, die Feldscherin und Hebamme Anna Kirillowna, verabreicht dem Arzt gegen seine Magenschmerzen eine Morphiuminjektion.
1. März: Poljakow und Anna, deren Mann in Kriegsgefangenschaft geraten ist, sind ein heimliches Paar geworden.
19. März: Poljakow hat Streit mit Anna, weil er nach ihrem Willen kein Morphinist werden soll.
13. April: Der Morphinist Dr. Poljakow warnt jeden Abhängigen, der – wie er – Morphium durch Kokain ersetzt.
6. Mai: Zwar gelingen Poljakow anstehende Operationen, doch er beobachtet seine Mitarbeiter misstrauisch. Abends mag er ihnen seine Pupillen nicht zeigen. Wenn Poljakow nur ganz wenige Stunden kein Morphium hat, meint er, der Tod käme langsam.
14. November: Der Morphiumdieb Poljakow unterbricht die Heilbehandlung – flüchtet aus der Moskauer Entzugsklinik – und macht in  Gorelowo beruflich weiter. Der Morphinist hat eine Halluzination. Eine Hexe fliegt auf einer Heugabel dicht über dem Feld. Poljakow magert ab und erbricht. Die Extremitäten eitern.
13. Februar: Poljakow gratuliert sich zu einer unglaublichen Leistung. Über zwölf Stunden hat er ohne Morphium ausgehalten. Der Kranke macht Schluss.

## Verfilmung
- 2008, Russland: Morphium (russisch Морфий) von Alexei Balabanow mit Leonid Bitschewin in der Titelrolle.
- 2012, Großbritannien: A Young Doctor’s Notebook von Kenton Allen mit Daniel Radcliffe in der Titelrolle.

## Rezeption
Schröter erwähnt den autobiographischen Textcharakter. In dem Sinne kann die oben genannte Kreisstadt als Wjasma genommen werden. Dorthin wurde Bulgakow zu Herbstanfang 1917 in das Kreiskrankenhaus versetzt. Allerdings sei anno 1917 nicht sein Studienfreund, sondern Bulgakow selbst morphiumabhängig geworden, habe aber 1919 erfolgreich dagegen ankämpfen können.

## Deutschsprachige Ausgaben
Verwendete Ausgabe:
- Morphium. Aus dem Russischen von Thomas Reschke. S. 106–142 in Ralf Schröder (Hrsg.): Bulgakow. Die rote Krone. Autobiographische Erzählungen und Tagebücher. Volk & Welt, Berlin 1993, ISBN 3-353-00944-2 (= Bd. 5: Gesammelte Werke (13 Bde.))